# Torsten Leveringhaus

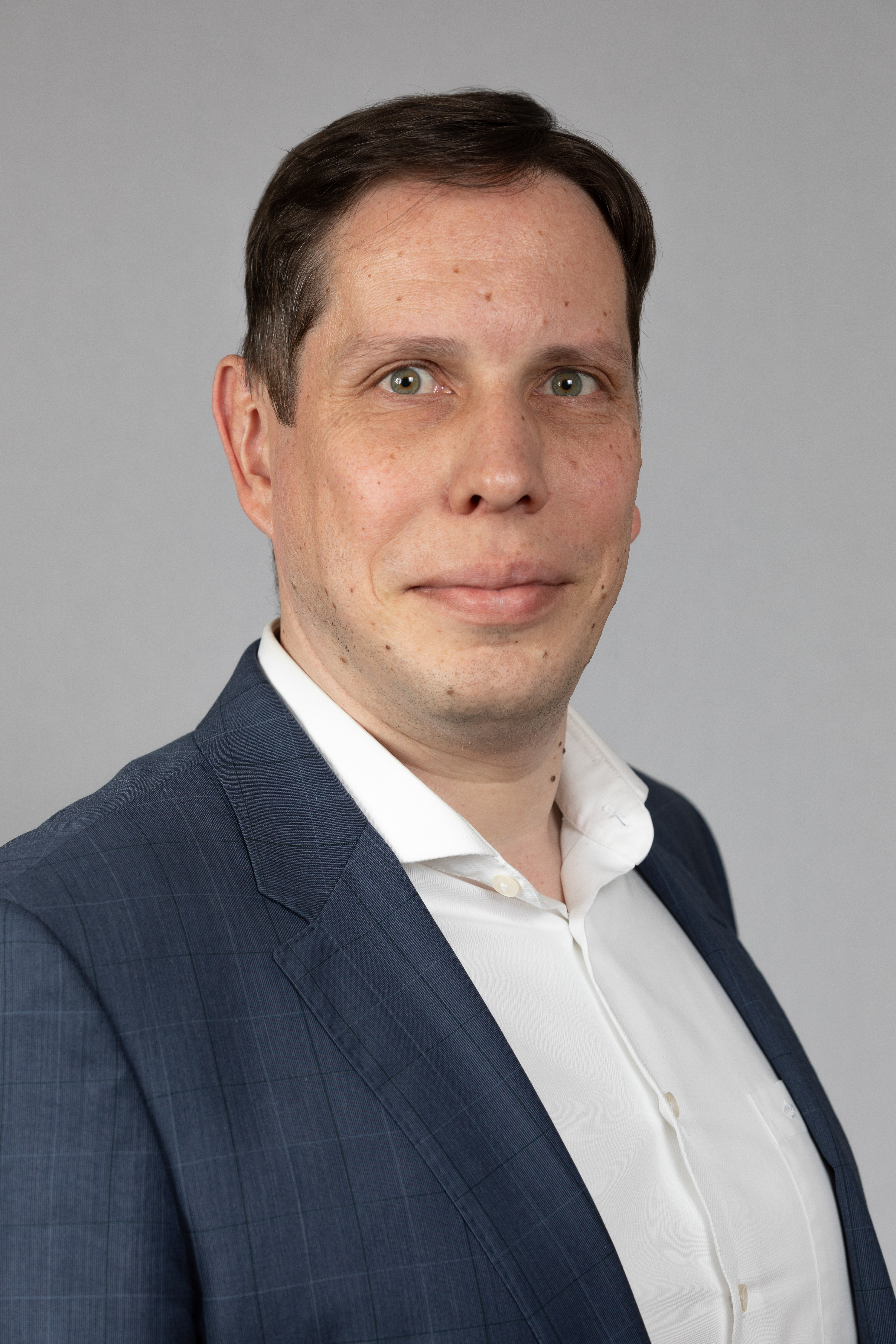
Torsten Leveringhaus, 2019

Torsten Leveringhaus (geb. Schulz, * 1978 in Zeulenroda) ist ein deutscher Politiker der Partei Bündnis 90/Die Grünen und seit 2018 Mitglied des Hessischen Landtags, Fraktionssprecher für Digitales und Datenschutz sowie grüner Obmann im Ausschuss für Digitales und Datenschutz. Er ist außerdem Mitglied der Gemeindevertretung von Seeheim-Jugenheim.

## Leben
Leveringhaus absolvierte eine Ausbildung zum kaufmännischen Assistenten für Rechnungswesen. Er studierte Wirtschaftspädagogik ohne Abschluss an der Universität Duisburg-Essen und an der Universität Frankfurt am Main. Eine Ausbildung zum Versicherungsfachmann schloss sich an, gefolgt von einem Abschluss als Fachwirt für Versicherungen und Finanzen. Er war dann bei der Industriegewerkschaft Bergbau, Chemie, Energie tätig.
Leveringhaus ist seit 2010 für Bündnis 90/Die Grünen kommunalpolitisch aktiv. Er gehört für seine Partei der Gemeindevertretung von Seeheim-Jugenheim an und war von 2016 bis 2021 deren Vorsitzender. Bei der Landtagswahl in Hessen 2018 errang er, über den achten Platz der Wahlliste von Bündnis 90/Die Grünen, ein Mandat im Hessischen Landtag. Bei der Landtagswahl 2023 zog er erneut über die Liste in den Landtag ein. Im Landtag vertritt er den Wahlkreis Darmstadt-Dieburg I und betreut außerdem noch die Wahlkreise 52 und 50 (teilw.). In der grünen Fraktion Hessen ist Leveringhaus Sprecher für Digitales und Datenschutz. Leveringhaus gehört dem linken Flügel von Bündnis 90/Die Grünen an und ist Mitglied im Bundeskoordinierungskreis von Grün.Links.Denken.